# پرسش و پاسخ
پرسش و پاسخ (QA) یک زمینه تحقیقاتی در رشته علوم کامپیوتر و در حوره بازیابی اطلاعات و پردازش زبان طبیعی (NLP)، است که هدف از آن طراحی سیستم‌هایی است که به‌طور خودکار به سوالات مطرح شده توسط انسان در ساختار زبان طبیعی پاسخ تولید می‌کند.

## بررسی اجمالی
پیاده‌سازی پاسخگویی پرسش و پاسخ، معمولاً به‌صورت یک برنامه رایانه ای است که پاسخهای خود را با پرس و جو از یک پایگاه داده ساخت یافته از دانش یا اطلاعات، معمولاً یک پایگاه دانش ایجاد می‌کند. به‌طور معمول، سیستم‌های پرسش و پاسخ می‌توانند پاسخ‌ها را از یک مجموعه بدون ساختار از اسناد زبان طبیعی دریافت کنند.
برخی از نمونه‌های مجموعه اسناد زبان طبیعی که برای سیستم‌های پرسش و پاسخ استفاده می‌شود، شامل موارد زیر است:
- مجموعه ای محلی از متون مرجع
- اسناد و صفحات وب سازمان داخلی
- گزارش‌های خبری خبرگزاری‌ها
- مجموعه ای از صفحات ویکی‌پدیا
- زیرمجموعه ای از صفحات وب جهانی

تحقیقات حوزه پرسش و پاسخ تلاش می‌کند تا با طیف گسترده‌ای از انواع سوالات از جمله: واقعیت، لیست تعاریف، چگونگی، چرایی، سوالات فرضی، از نظر معنایی محدود و سوالات بین زبانی روبرو شود.
- سیستم‌های پرسش و پاسخ دامنه محدود با سوالات در یک دامنه خاص سروکار دارند (به عنوان مثال، دارو یا تعمیر و نگهداری خودرو)، و می‌تواند از دانش خاص دامنه استفاده کند که اغلب در هستی‌شناسی مدل می‌شود. سیستم دامنه بسته ممکن است به شرایطی اطلاق شود که فقط نوع محدودی از سوالات پذیرفته شود، مانند سوالاتی که به پاسخ‌های رویه‌ای به توصیف می‌پردازند. سیستم‌های رسش و پاسخ در زمینه کاربردهای ماشین خوانی در حوزه پزشکی نیز ساخته شده‌اند، به عنوان مثال مربوط در ارتباط با بیماری آلزایمر کاربرد دارد.[۱]
- سیستم‌های پرسش و پاسخ دامنه باز تقریباً در مورد سوالات در هر حوزه‌ای سروکار دارد و فقط می‌تواند به هستی‌شناسی عمومی و دانش جهانی اعتماد کند. از طرف دیگر، این سیستم‌ها معمولاً داده‌های بسیار بیشتری در دسترس دارند که می‌توان پاسخ را از آنها استخراج کنند.